# Мульбек-Гомпа
Мульбе́к-Го́мпа — буддийские монастыри в Занскаре в регионе Ладакх в северной Индии. Под этим названием подразумевают два монастыря-гомпа, одна школы Друкпа Кагью и другая Гелуг.

## Описание
Эти гомпы расположены на скале, возвышающейся на 200 метров над дорогой. Они ранее были связаны с дворцом Раджа Чалона мульбекского, который расположен выше. Сейчас крутая тропинка между гомпами и дворцом уже разрушилась.
Городок у подножья скалы имеет высоту 3304 м, соответственно гомпы на высоте 3504 м. Население (городка) составляет 5730.

## Надписи и статуя Чамба
Если пройти километр от городка Мульбек в сторону Леха, то можно увидеть знаменитую статую Чамбы, огромная фигура вырезана в скале лицом к дороге. Это стоящий Будда Майтрея или Грядущий Будда, взирающий на старый караванный путь и новое шоссе. Некоторые люди верят, что его вырубили Кушаны в первых веках н. э. Но современные историки считают, что это статуя 8 века. Не вся статуя доступна для обзора так как в 1975 снизу к ней пристроили небольшой храм.
Рядом найдены надписи на Кхароштхи. Также на скале записан указ, запрещающий резать коз, изданный царём Лде, правившим западным Ладакхом примерно 1400 году, а его младший брат Драгспа правил остальным.
Каждый год, один или два раза, местные жители брали овцу и на алтаре вырывали ей сердце. Потом царь повелел вырезать:
О Лама (Цзонкхапа [1378-1441 нэ]), обратил на это внимание! Царь веры, Бум лде, увидев плоды труда для будущей жизни, даёт повеление людям Мульбе отменить, прежде всего, живые жертвы, и приветствовать Лам. Живые жертвы отменяются."
Но народ счёл этот приказ неудобным и поверх царского указа, на той же скале, было вырезано живое свидетельство нарушения указа. «Мог бы сказать местный бог, а что, если мы утаим коз от него?»